# Kloster St. Margarethental

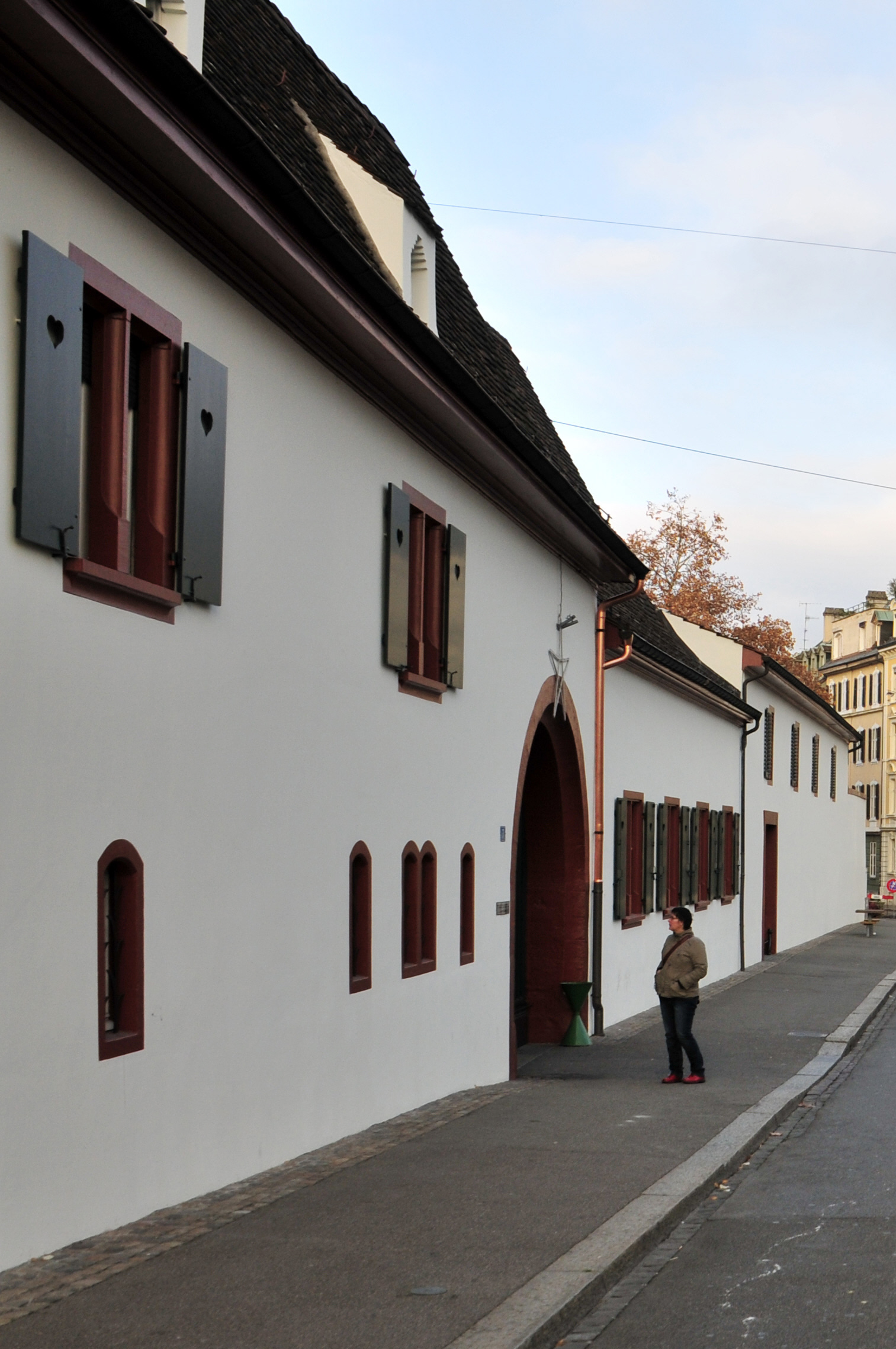
Die ehemalige Kartause

Das Kloster St. Margarethental, auch Kartause St. Margarethental, oft auch nur Kartause Basel, ist ein ehemaliges Kartäuserkloster in Kleinbasel. Heute befindet sich hier das Bürgerliche Waisenhaus Basel.

## Geschichte
Im Jahre 1392 hatte Basel das rechtsrheinische Kleinbasel erworben. Der reiche Kaufmann Jakob Zibol, als Ratsherr, Bürgermeister und Oberstzunftmeister einer der führenden Männer der Stadt, kaufte im Jahr 1401 den dortigen Bischofshof für 600 Goldgulden von der Stadt, um eine Kartause zu gründen. Diese überliess er dem aus Straßburg stammenden Prior Winandus Steinbeck, der dann die Kartause begründete. Am 8. Februar 1403 erklärte der Konstanzer Bischof Marquard von Randegg, zu dessen Diözese Kleinbasel gehörte, sein Einverständnis und gab dem Kloster seinen Namen monasterium Vallis beate Margarethe. 1407 wurde das neue Kloster in den Orden inkorporiert und Winand Steinbeck kam als erster Prior nach Basel. Im November 1408 begann der Bau von Kirche und Kloster nach dem grosszügigen Gesamtplan des renommierten Baumeisters Johann von Ungarn.
Die Kartäusermönche verbrachten, der Ordensregel gemäss, den grössten Teil ihrer Zeit allein in kleinen, zweigeschossigen Häuschen, welche um den Grossen Kreuzgang angeordnet waren und von denen jedes über einen kleinen Garten verfügte. Das voll ausgebaute Basler Kloster besass sechzehn solche Wohnungen, die Zahl der Patres war also, wie in anderen Kartausen auch, ziemlich klein. Manche von ihnen waren hoch gebildet und schufen kunstvolle Handschriften, trieben Studien und verfassten selber Texte vor allem zur Theologie, für Liturgie und Andacht. Im Kloster wohnte auch die Gemeinschaft der Laienbrüder, welche die manuellen Arbeiten im Haus besorgten und Felder und Rebberge ausserhalb des Klosters pflegten. Über ihr Leben ist wenig bekannt, immerhin besassen sie eine ansehnliche eigene Bibliothek mit überwiegend deutschen Schriften.

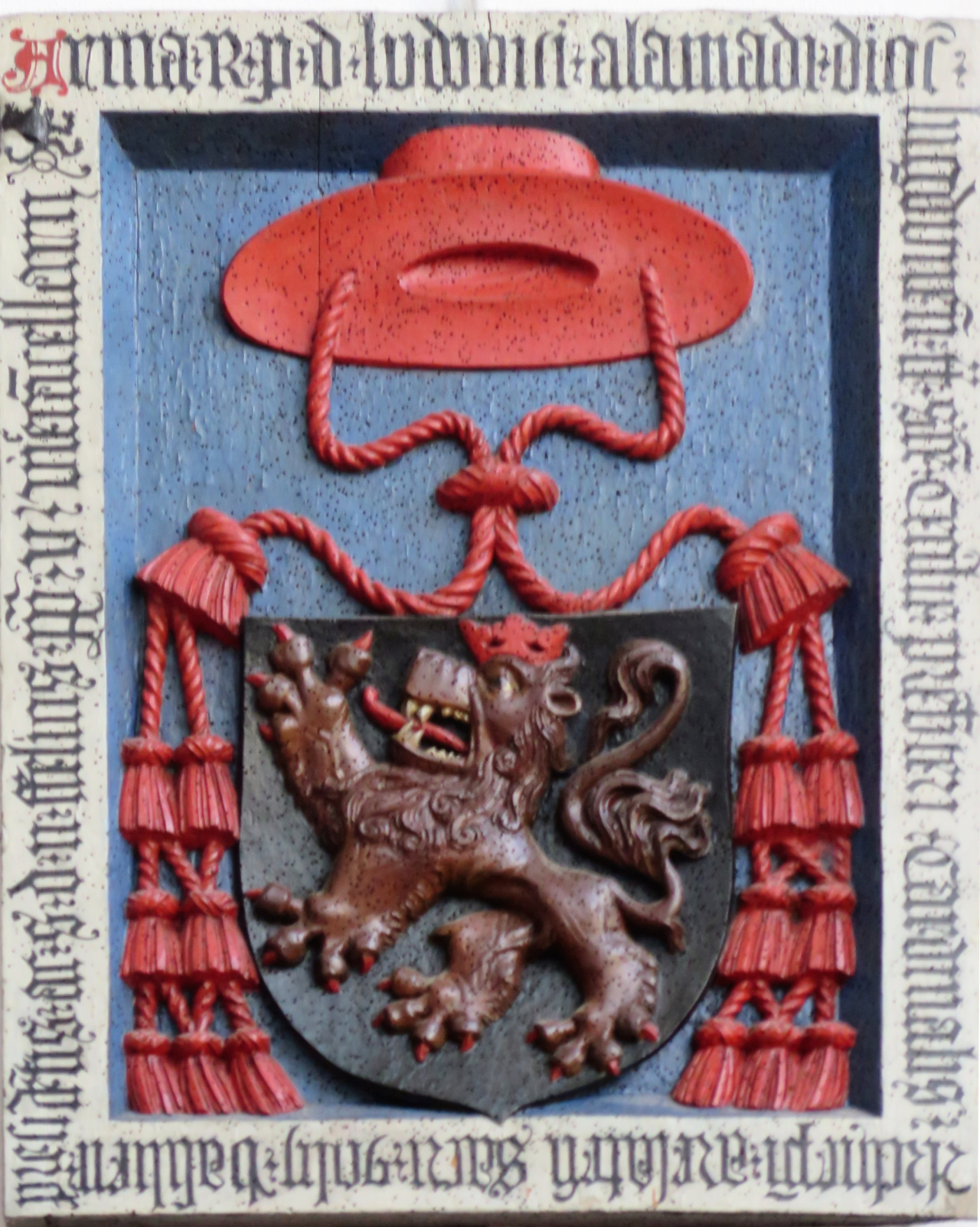
Wappenstein des Kardinals und Konzilspräsidenten Louis Aleman in der Kirche der Basler Kartause

Die Anfangsjahre der Basler Kartause waren schwierig. 1409 musste der Stifter Jakob Zibol der Stadt Basel aus politischen Gründen eine hohe Busse bezahlen, seine finanziellen Mittel waren fortan geschwächt. So wurde der grosse Kreuzgang erst 1441 fertiggestellt. Und noch lange kamen Prioren und Mönche überwiegend aus Strassburg und Mainz, nur allmählich gesellten sich auch Basler dazu. Während des Konzils von Basel (1431–1448) führten die Prioren Albert Buer und Adolf Bruwer das Kloster zu Ansehen und Wohlstand. 1434 bestätigte Kaiser Sigismund Schutz und Privilegien, Kaiser Friedrich III. erneuerte die Urkunde 1442. Die Vertreter des Ordens am Konzil gehörten während ihres Aufenthaltes zum Konvent, hohe Kirchenmänner bedachten die Kartause mit reichen Schenkungen und Legaten. Am Kloster konnte weiter- und ausgebaut werden, die Kreuzgänge wurden mit repräsentativen Glasgemälden ausgestattet.
Die Blütezeit der Kartause begann unter dem Priorat von Heinrich Arnoldi (1449–1480). Der gebürtige Sachse war Notar am Konzil gewesen und dann 1435 ins Basler Kloster eingetreten. Arnoldi sorgte in schwierigen Zeiten nicht nur für Gebäude und Bibliothek, sondern verfasste auch zahlreiche erbauliche Schriften, und nachdem er krankheitshalber sein Amt aufgegeben hatte, schrieb er eine Chronik seines Hauses in Form eines Dialogs mit der Patronin Margaretha.
Arnoldis Nachfolger als Prior, Jakob Lauber (1480–1501), stammte aus Lindau am Bodensee. Er hatte in Basel studiert und an der Universität Jurisprudenz gelehrt, hatte 1476/1477 als Rektor geamtet und war dann ins Kloster eingetreten. Lauber war ein überaus fleissiger und sorgfältiger Verwalter, er ordnete auch die Bibliothek neu, und seine saubere Schrift erscheint in zahlreichen Büchern und Archivalien des Klosters. 1501 wurde er als Prior nach Buxheim bei Memmingen berufen, 1507 kehrte er zurück und verbrachte die Jahre bis zu seinem Tod 1513 wieder in Basel.
Unter Laubers Priorat hatte die Kartause ihre glänzendste Zeit, sie wurde zu einem Zentrum des geistlichen und wissenschaftlichen Lebens in der Stadt. Im Jahre 1487 legte Johannes Heynlin seine Profess ab. Heynlin stammte aus Stein bei Pforzheim, war in Paris zum Frühhumanisten geworden, hatte dort zum Doktor der Theologie promoviert und einmal als Rektor der Universität geamtet. Später kehrte er in deutschsprachige Gegenden zurück und machte sich einen Namen als Prediger, man rief ihn aber auch nach Tübingen, als dort eine Universität gegründet werden sollte. Seit 1484 predigte Heynlin im Basler Münster, noch heute steht dort die kunstvolle Kanzel, welche für ihn gebaut worden war. In die Kartause brachte Heynlin seine kostbare Büchersammlung mit, darin zahlreiche der frühesten in Rom und Paris entstandenen Drucke. Und im Kloster setzte er sich keineswegs zur Ruhe, sondern war weiterhin als Gelehrter tätig, insbesondere für den Buchdrucker Johann Amerbach, welcher einst in Paris sein Schüler gewesen war und jetzt ganz in der Nähe, im Haus «Zum Kaiserstuhl» an der Rheingasse wohnte. Für den christlich geprägten Humanismus, wie ihn die Basler Drucker in ihren Editionen pflegten, wurde die Kartause mit ihrer reichen Bibliothek zu einem wichtigen Zentrum, und sie erhielt dafür von Amerbach und vielen seiner Kollegen Exemplare der Neuerscheinungen geschenkt.

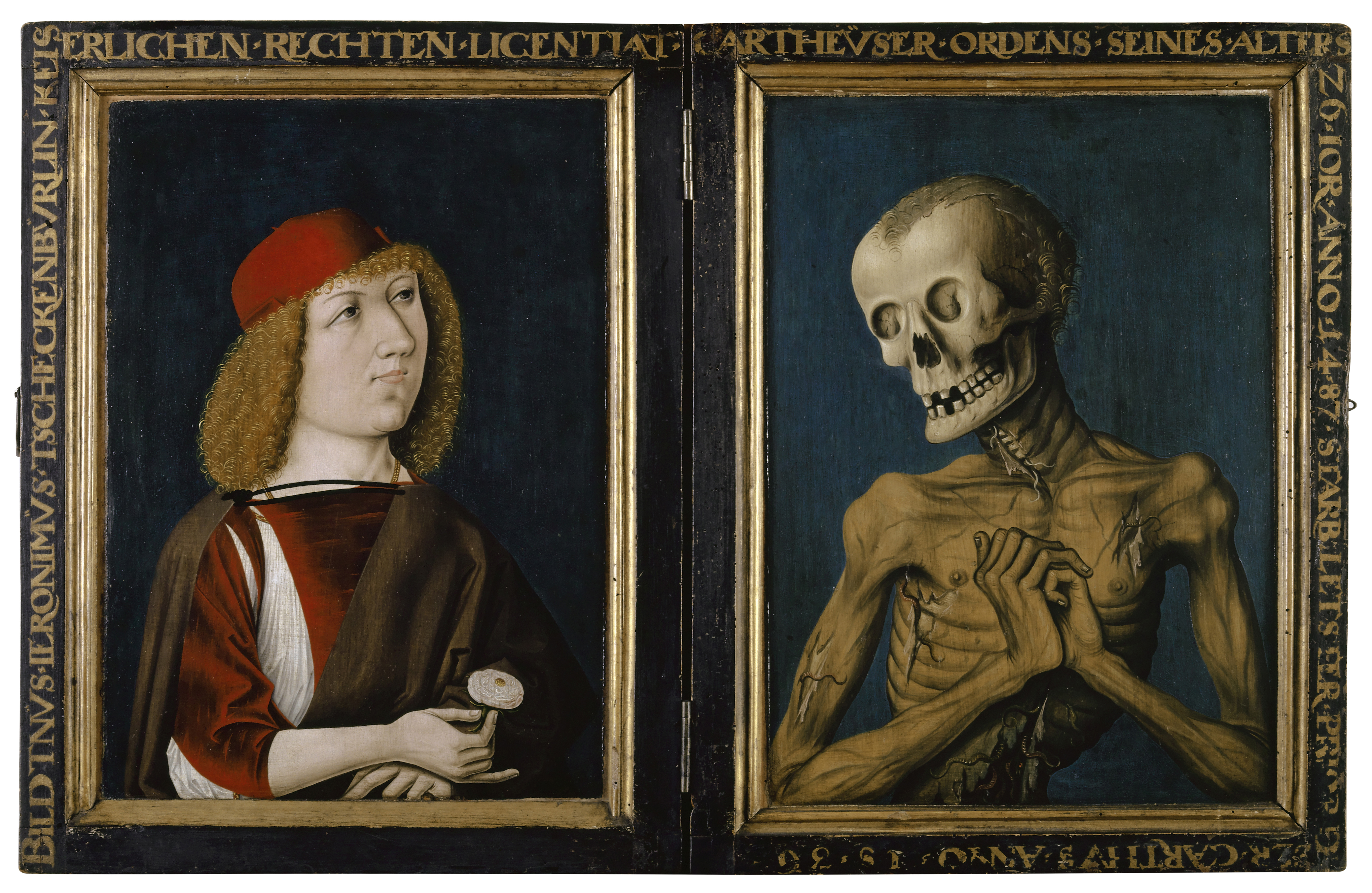
Diptychon: Hieronymus Zscheckenbürlin und der Tod, 1487 (Kunstmuseum Basel)

Im selben Jahr wie Heynlin legte auch Hieronymus Zscheckenbürlin die Profess ab. Er war erst 26 Jahre alt, studierter Jurist, durch Erbschaft überaus reich und bisher eher als Lebemann bekannt. So erregte sein Eintritt ins Kloster grosses Aufsehen. Sein Vermögen brachte er mit, und seither galt die Kartause als ein sehr wohlhabendes Kloster.
1502, als Lauber Prior von Buxheim wurde, folgte ihm Zscheckenbürlin im Amt. In Bibliothek und Verwaltung hat er wenig Spuren hinterlassen, er sorgte eher für die Repräsentation seines Klosters. Das prachtvolle Gästezimmer, welches er einrichten liess, zeugt bis heute davon. Das geistige Leben im Kloster indes erlosch keineswegs. Als Johann Amerbach 1513 starb, wurde er in der Kartause bestattet, und seine Söhne blieben dem Kloster ebenso verbunden wie Johann Froben, welcher Amerbachs editorische Traditionen weiterführte. Einer der bedeutendsten Mönche dieser Zeit war Georg Carpentarius. Aus Brugg gebürtig, hatte er in Basel studiert und 1509 Profess abgelegt. Er verfasste neue Bibliothekskataloge und einen Leitfaden für den Bibliothekar, gab die Predigten Johannes Taulers heraus, übersetzte einige Schriften des Erasmus von Rotterdam und schrieb eine Fortsetzung der Klosterchronik.
Die Reformation wurde in Basel schon früh diskutiert, die Obrigkeit befürwortete sie aber nicht, und Erasmus, der einflussreichste Gelehrte in der Stadt, lehnte einen Bruch mit Rom entschieden ab. Im Jahre 1525 verbot der Rat allen Klöstern, fortan Novizen aufzunehmen, liess die Klostergüter inventarisieren und forderte die Mönche auf, ihren Orden zu verlassen. In der Kartause folgte nur ein Laienbruder diesem Aufruf, der übrige Konvent hielt geschlossen am alten Glauben fest. Als dann in der Fastenzeit 1529 ein Bildersturm stattfand und in der Folge der Rat die Reformation einführte, floh der Prior Hieronymus Zscheckenbürlin nach Freiburg im Breisgau. Darauf ernannte der Rat Pfleger, welche Vermögen und Ausgaben der Kartause kontrollierten und die Mönche zum Austritt drängten. Der Konvent weigerte sich, auch veranlasste Zscheckenbürlin in Freiburg, dass die Zinsen aus den badischen Besitzungen nicht mehr nach Basel bezahlt wurden, und er verlangte zudem, dass ihm sein ins Kloster eingebrachtes Vermögen zurückbezahlt werde. Verhandlungen wurden aufgenommen und führten 1532 zu einem Vertrag: Zscheckenbürlin konnte zurückkehren, Prior und Konvent verwalteten das Kloster wieder selbst, wurden aber von den städtischen Pflegern kontrolliert. Nach Zscheckenbürlins Tod 1536 verbot der Rat die Wahl eines Nachfolgers. Ganz isoliert waren die Mönche aber in der Basler Bevölkerung nicht: Mindestens Bonifacius Amerbach, hoch angesehener Jurist und Professor, führte die enge Beziehung zum Kloster weiter, welche er von seinem Vater, dem Drucker Johann Amerbach übernommen hatte. 1564 starb der letzte Konventuale, mit ihm erlosch das Klosterleben in der Basler Kartause endgültig. Während die «Kirchenzierden» schon 1530 versteigert worden waren und von den Altären nichts mehr vorhanden ist, blieben die kostbaren Bücher der Kartause weitgehend beisammen und gelangten in die Universitätsbibliothek Basel. Seit 1669 werden die Gebäude der Kartause als städtisches Waisenhaus genutzt.

## Architektur
Die ehemalige Kartause St. Margarethental liegt in Kleinbasel, stromaufwärts von der Mittleren Brücke im Winkel zwischen dem Rhein und der einst davon abgehenden Stadtmauer. 1776 wurde der Grosse Kreuzgang mit den darum angeordneten Häuschen für die Mönche abgebrochen, die übrigen Gebäude sind, mit einigen äusseren Veränderungen und vielen Umbauten und Anpassungen im Inneren, weitgehend erhalten.
Die ehemalige Klosterpforte liegt mit einigem Abstand der Fassade der Theodorskirche gegenüber.  Der Durchgang führt in einen langgestreckten Hof, an welchem rechts die Kirche und dahinter weitere ehemalige Klosterräumlichkeiten, links Gebäude des Laienbereichs und in der Tiefe das Grosse Haus liegt. Einzelne Bauteile stammen offensichtlich noch aus der Zeit vor der Klostergründung, doch umfassende baugeschichtliche Untersuchungen fehlen.

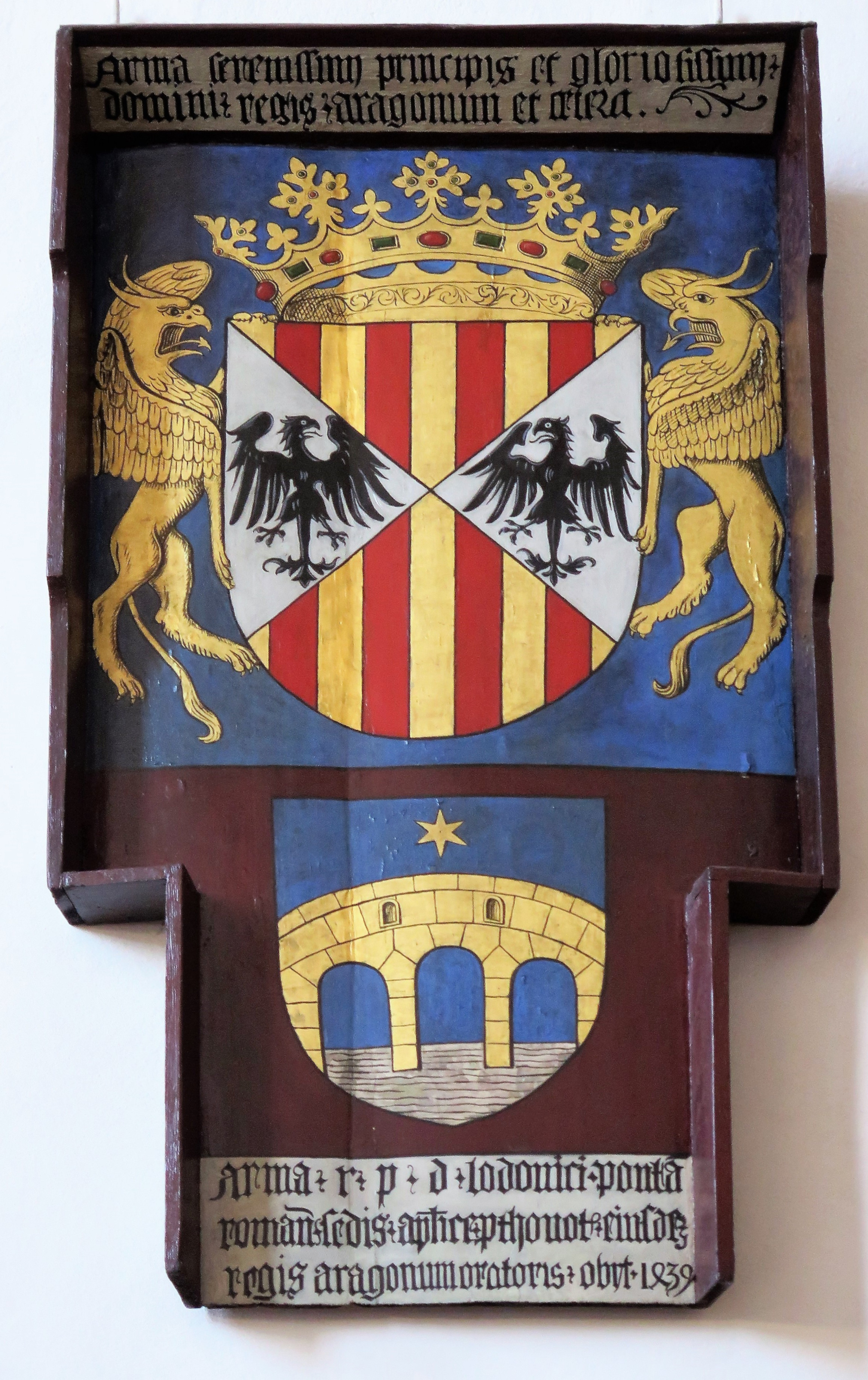
Totenschild des Ludovico Pontano in der Kirche der Kartause

Die Klosterkirche weicht von der üblichen Ausrichtung nach Osten erheblich nordwärts ab, aus topografischen Gründen; die folgende Beschreibung orientiert sich an den traditionellen Richtungen. 1414 wurde die Kirche im Rohbau fertig und 1416 geweiht, der Innenausbau zog sich noch jahrelang hin. 1487–1488 spannte Baumeister Remigius Faesch über dem Chor an Stelle der bisherigen flachen Decke ein Netzgewölbe, Stifter dieser kostspieligen Verbesserung (die Wände mussten durch Strebepfeiler verstärkt werden) war Hieronymus Zscheckenbürlin, sein Wappen findet sich auf einem der Schlusssteine.
Nach der Aufhebung des Klosters wurde das Kirchenschiff gegen den Lettner abgetrennt, profaniert und mit Zwischenböden versehen. Der Mönchschor dagegen blieb intakt. Der Zugang vom Hof her führt unter den Lettner und von dort in die Kirche. Der schmale, hohe Raum erhält sein Licht durch drei grosse Masswerkfenster im Chorabschluss, ein viertes folgt an der rechten Seitenwand. In den Fenstern sitzen neun Fragmente farbiger Scheiben, die Überreste der einst prächtigen Verglasung, welche 1449 und 1487 durch Unwetter schwere Schäden erlitten hatte. Vorne rechts befinden sich ein Priestersitz und eine kombinierte Piscina- und Schranknische, beide aus rotem Sandstein. Das schlichte Chorgestühl auf beiden Längsseiten der Kirche entstand 1428. Darüber hängen 14 hölzerne, farbig bemalte Totenschilde. Die meisten erinnern an hochgestellte Konzilsteilnehmer, welche in Basel gestorben sind.
Vorne links führt eine Tür in die Sakristei, daran schliesst die ehemalige Kapitelstube an. Über diesen beiden Räumen war einst die Bibliothek untergebracht.
Im Winkel zwischen der Sakristei und der Nordseite der Kirche liegt der Kleine Kreuzgang, welcher etwa zur Hälfte erhalten ist. In einer Ecke befindet sich die Amerbachische Grablege, welche sich die Familie lange über die Reformation sichern konnte. Für das grosse Familienepitaph, welches Bonifacius Amerbach seit 1519 geplant hatte, aber erst 1544 definitiv ausführen und anbringen liess, war wohl ursprünglich Hans Holbeins berühmtes Gemälde Der Leichnam Christi im Grabe bestimmt. In dem Gang, welcher vom Kleinen Kreuzgang einst zum Grossen Kreuzgang führte, ist aussen an der nördlichen Kirchenmauer in einem langen Wandgemälde die Legende des Heiligen Bruno von Köln und damit die Gründungsgeschichte des Kartäuserordens dargestellt (entstanden wohl zur Konzilszeit, um 1440).
Das Grosse Haus war wohl einst das Hauptgebäude des bischöflichen Hofes. Darin eingebaut ist der Eckturm der ehemaligen Stadtmauer. Zwei Räume im ersten Stock haben ihre Vertäfelung aus der Klosterzeit behalten: Das Laienrefektorium, gegen den Hof gelegen, und das gegen aussen gerichtete so genannte Zscheckenbürlin-Zimmer. Dieses zweite liess der Prior Hieronymus Zscheckenbürlin 1509 als repräsentatives Gästezimmer ausbauen. Einige Basler Bürger beteiligten sich mit Spenden, so die Halbbrüder Hieronymus und Hans Bär (der Jüngere). Den Raum überspannt ein flaches hölzernes Sterngewölbe, in dessen Zentrum und an den Verzweigungen der Rippen sitzen geschnitzte Medaillons mit kirchlichen Motiven. Der Decke antwortet das sternförmige Parkett des Fussbodens. Zur originalen Ausstattung gehört ein rankengeschmücktes Wandkästchen, ein prächtiges Bett dagegen befindet sich jetzt im Historischen Museum.

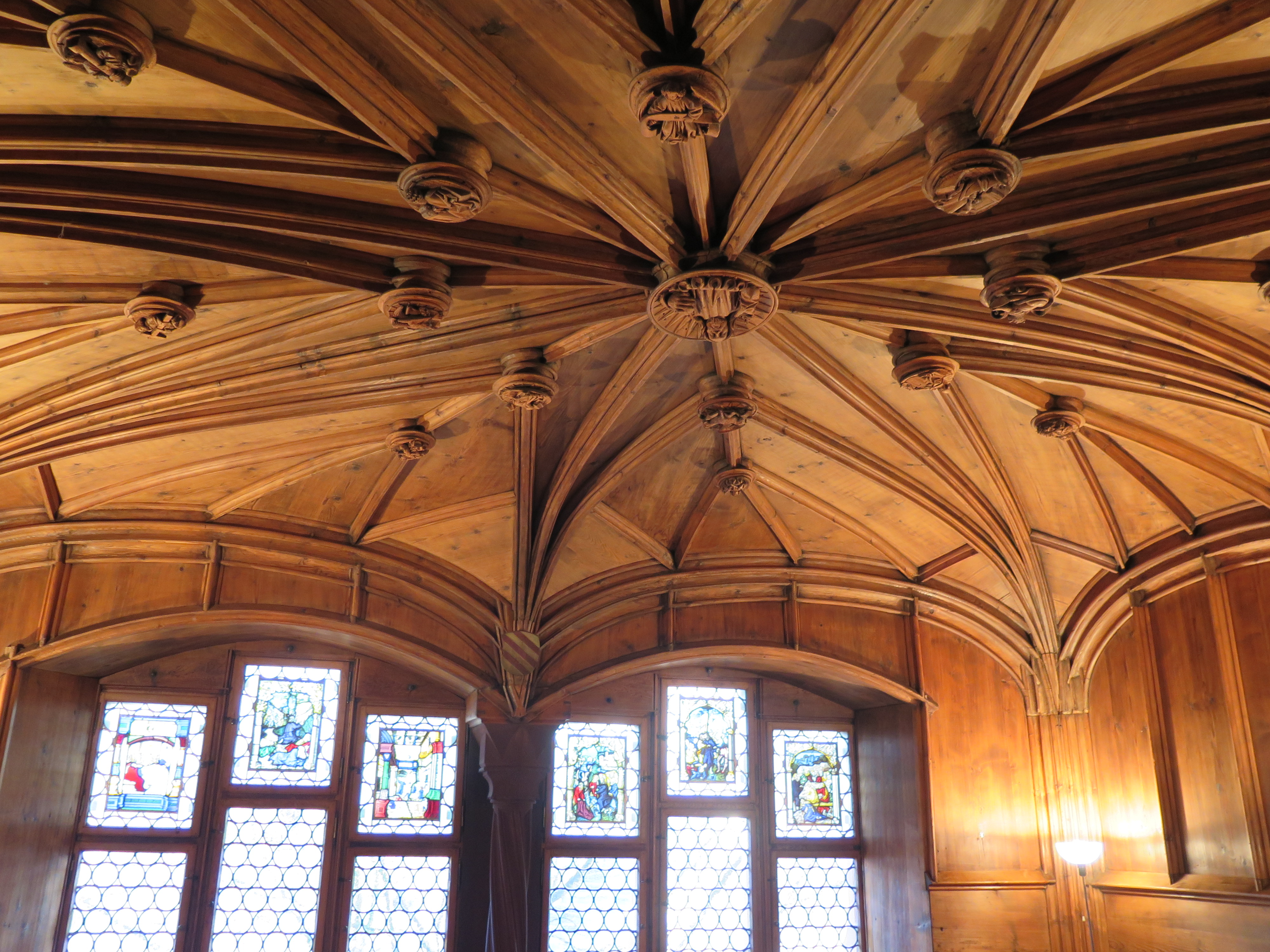
Decke des Zscheckenbürlin-Zimmers
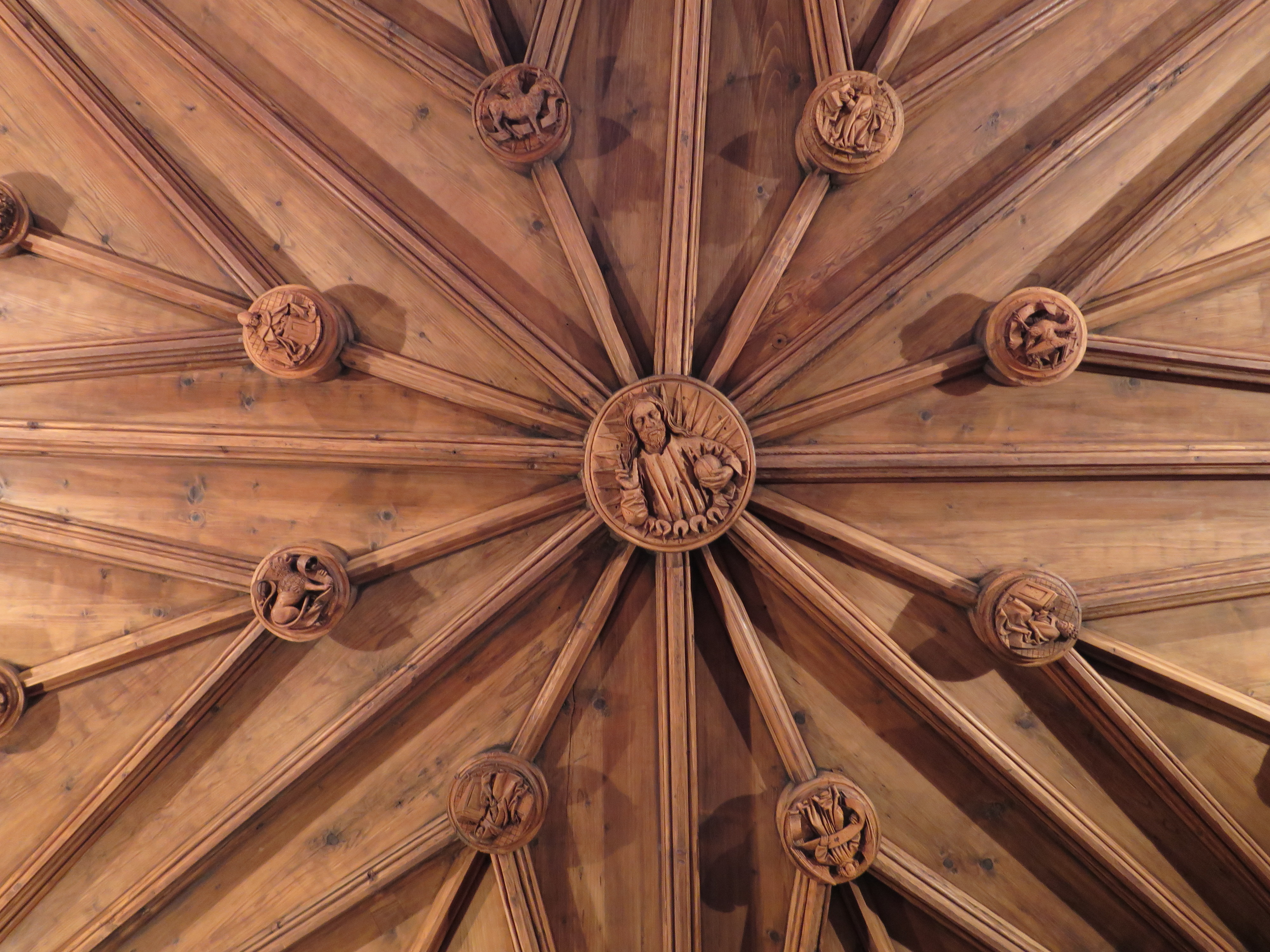
Zentrum der Decke im Zscheckenbürlin-Zimmer
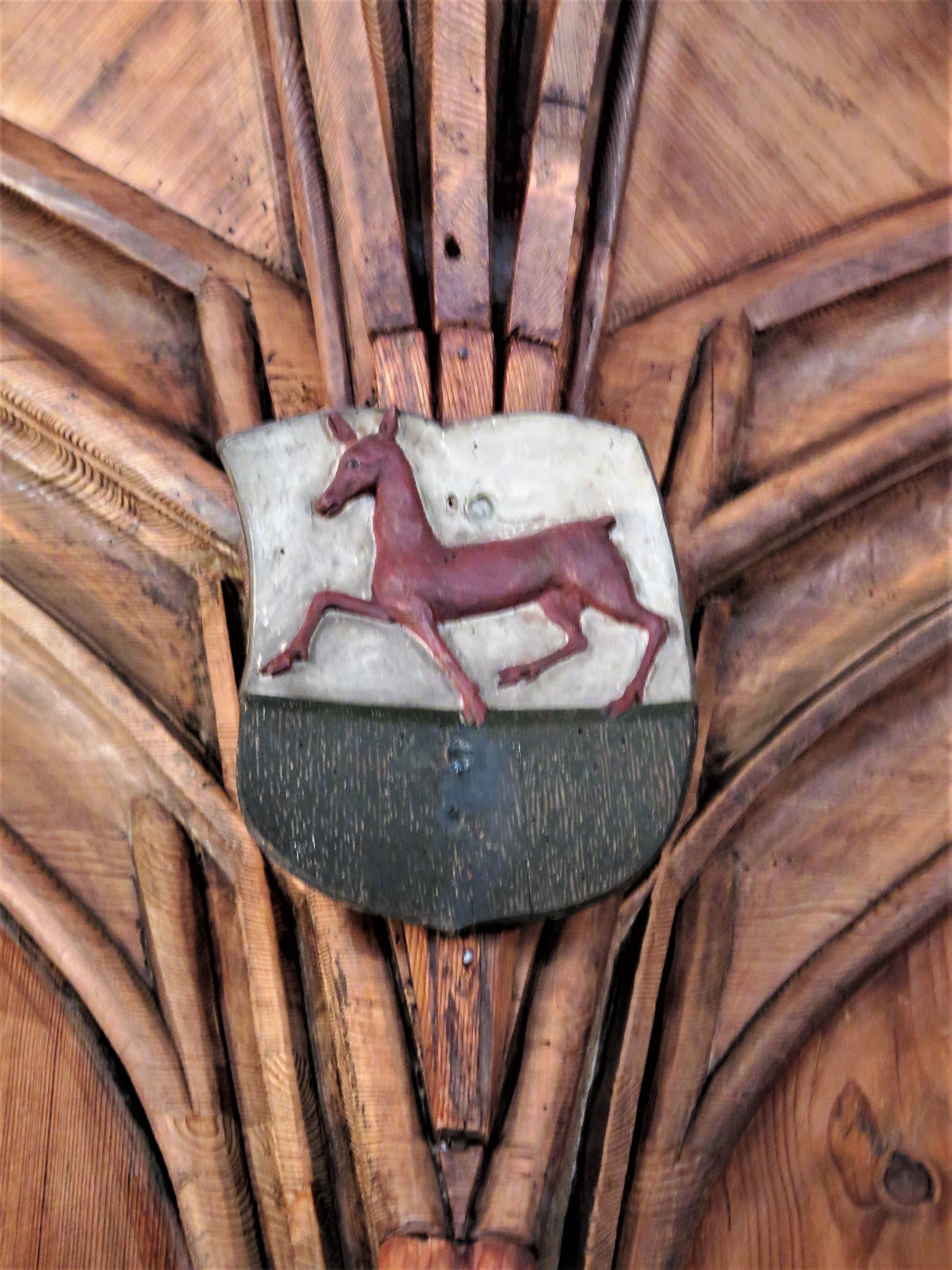
Wappen Hieronymus Zschecken-bürlin
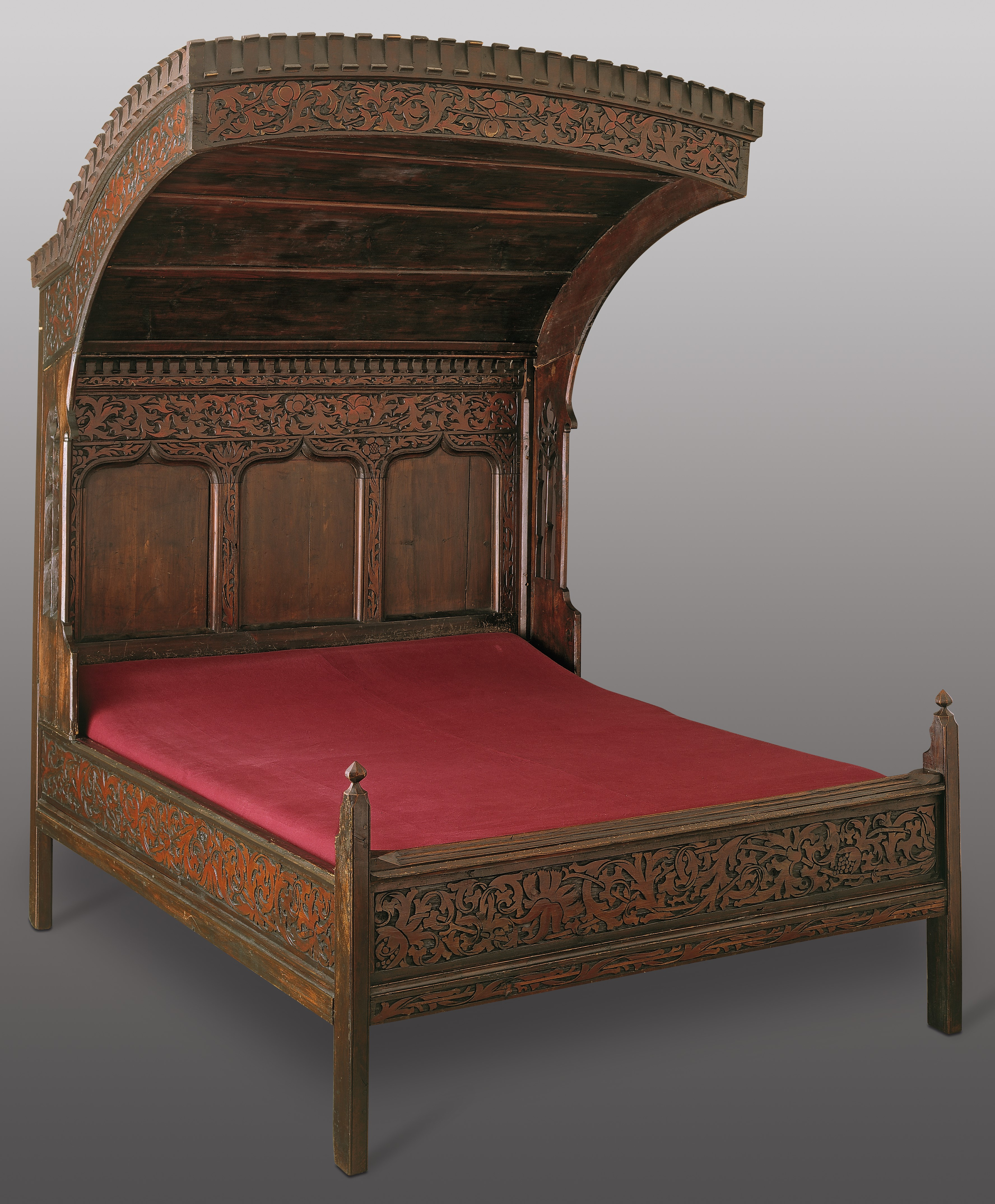
Bettstatt aus dem Zscheckenbürlin-Zimmer (Historisches Museum Basel)